# Palau dels Osset
El Palau dels Osset, també Osset-Miró, és una casa pairal del Forcall (els Ports, País Valencià) del segle xvi seguint l'estil gòtic aragonés. El palau és a la Plaça Major de la vila o Pla de la Creu, formant part del conjunt monumental format pel mateix Palau dels Osset, així com la Casa de les Escaletes o el Palau dels Fort.
De l'edifici destaca la porta d'entrada amb arc de mig punt i dovelles de grans dimensions, les finestres amb brancals, llindes i ampits de pedra amb motllures tallades. Són destacables també les reixes de forja situades en una finestra de la planta baixa a la façana de la plaça, i una altra a la planta pis de la façana al carrer dels Dolors. Però de tot l'edifici el més característic és el seu bell ràfec de fusta i els 36 arcs del seu pis més alt, característica típica de l'arquitectura aragonesa.
Va ser construït en el segle xvi per la família Miró, vinculada als comtes del Pallars i la Ribagorça, antics senyors territorials, i convertit en la seua casa pairal. Va ser venut als Osset de Cantavella a mitjan segle xviii, i cedit a la vila a principis del segle xx. Recentment el 1994 ha estat rehabilitat i convertit en hotel rural.